# Осада Пондишерри (1778)
Осада Пондишерри (21 августа — 19 октября 1778) — эпизод борьбы между Великобританией и Францией во время войны за независимость США.

## Предыстория
После американской победы при Саратоге в октябре 1777 года Франция вступила в войну на стороне Соединённых Штатов. В июле 1778 года до Пондишерри дошли известия о том, что Франция и Великобритания отозвали своих послов — признак надвигающейся войны. Британские колонии в Индии к тому времени получили приказ о захвате французских владений, которые были практически беззащитны. Губернатор Пондишерри Гийом Леонар де Белькомб имел в своём распоряжении 700 французских солдат и 400 сипаев, и начал срочно готовить столицу Французской Индии к обороне.
Британская колониальная администрация в Мадрасе поставила во главе 20-тысячной армии Гектора Манро Новарского. 8 августа армия начала подтягиваться к Пондишерри, и 20 августа начала осаду.

## Ход событий
В августе боевые действия состояли в основном в стычках между британской и французской эскадрами. Пользуясь британской пассивностью, французский губернатор активно укреплял оборону. Французский гарнизон был усилен сотней сипаев, прибывших из Карикала (занятого британцами 10 августа), а также вооружёнными горожанами.
1 сентября британцы начали возводить позиции для двух осадных батарей, а 3 сентября — для третьей. Французы сделали вылазку, и, выманив на себя около 3 тысяч британских войск, завлекли их в зону действия французской артиллерии, в результате чего британцы понесли значительные потери, в то время как французы потеряли только одного человека. Тем не менее британцы продолжали осадные работы, и приступили к методичному обстрелу города. 19 сентября британским ядром был убит командующий французской артиллерией. 24 сентября в бастионах начали появляться бреши, а к 6 октября британские траншеи достигли французских рвов. Французы пытались совершать вылазки, но безуспешно; в ходе вылазки 4 октября мушкетной пулей был ранен сам Белькомб.
Сильные дожди, шедшие с 6 по 13 октября, замедлили осадные работы. Британцам удалось осушить северный ров, и к 14 октября стены двух бастионов, бывшие целями британской артиллерии, лежали в руинах. Учитывая это, а также то, что боеприпасы подходили к концу, состоявшийся 15 октября французский военный совет принял решение о капитуляции. 18 октября капитуляция была подписана.

## Итоги и последствия
Защитникам Пондишерри было разрешено вернуться во Францию. После захвата Пондишерри британцы продолжили занимать остальные французские владения в Индии, что привело к второй англо-майсурской войне.